# Sten Selander
Sten Selander (Storkyrkoförsamlingen, 1º luglio 1891 – Engelbrekt, 8 aprile 1957) è stato uno scrittore, botanico e biologo svedese.

## Biografia
Sten Selander nacque a Engelbrekt, Stoccolma, nel 1891. Era figlio del medico Nils Edvard Selander e di Gerda Klara Sofia Nelson. Studiò a Stoccolma dal 1909 al 1910 e poi a Uppsala fino al 1917 dove si laureò in materie scientifiche. Poi interruppe gli studi per dedicarsi alla scrittura, ma in seguito li riprese e nel 1949 ottenne il titolo in filosofia  e nel 1951 divenne docente di biologia vegetale all'Università di Uppsala. Fu consulente letterario presso la casa editrice Bonnier, critico letterario allo Stockholms Dagblad dal 1926 al 1928 e al Dagens Nyheter dal 1929 al 1935, nonché critico letterario e teatrale allo Svenska Dagbladet dal 1936. Dal 1936 al 1947 fu presidente dell'Associazione svedese per la conservazione della natura. Scrisse sui quotidiani Dagens Nyheter e Svenska Dagbladet. Morì l'8 aprile del 1957 e venne sepolto nel cimitero di Solna.

## Attività
Nel corso della sua vita è stato biologo, botanico, scrittore, critico letterario, poeta, traduttore e giornalista opinionista. Dal 1953 al 1957 (anno della sua morte) è stato membro dell'Accademia svedese. Ha occupato il posto 6, dopo Sven Hedin, ed è stato sostituito da Olle Hedberg.
Il suo debutto letterario avvenne nel 1916 ma raggiunse la notorietà nel 1926 con Staden. In qualità di critico conservatore divenne particolarmente noto come oppositore del modernismo, dal quale tuttavia non rimase del tutto estraneo. The Living Landscape in Sweden del 1955 mostrò un precoce interesse per l'ambiente.

## Opere
La sua produzione letteraria comprende:
- raccolte di poesie come Staden, 1926, En dag, 1931, Sommarnatten, 1941, Avsked, pubblicata postuma nel 1957)[1]
- descrizioni della natura come Svensk mark, 1934, Den gröna jorden, 1941, Det levande landscapep i Sweden, 1955, Mark och rymd, ed. postumo 1958)[1]
- raccolte di saggi con presentazioni di letteratura contemporanea.[1]

## Premi e riconoscimenti
- Nel 1941 ha vinto il Premio Reale.
- Nel 1952 ha ricevuto il Premio Dobloug.[4]